# Република Едзо
Република Едзо (на японски: 蝦夷共和国) е краткотрайна държава, основана от бивши придворни на клана Токугава на северния слабонаселен японски остров Хокайдо.
След поражанието на силите на Шогуната Токугава във войната Бошин (1869) на реставрацията Мейджи, част от бившия флот на шогуната, водена от адмирал Еномото Такеаки бяга на северния остров Едзо (сега известен като Хокайдо), заедно с няколко хиляди войници и шепа френски военни съветници и техния лидер Жул Брюне. Еномото прави последно усилие да поиска от имперския двор да развива Хокайдо и да поддържа непокътнати традициите на самураите, но искането му е отхвърлено.